# Ehosakhozi (Lolofitu Moi)
Ehosakhozi is een bestuurslaag in het regentschap Nias Barat van de provincie Noord-Sumatra, Indonesië. Ehosakhozi telt 772 inwoners (volkstelling 2010).